# Bow Wow
Shad Gregory Moss (Columbus, Ohio, 9 maart 1987), artiestennaam Bow Wow (voorheen Lil' Bow Wow), is een Amerikaans rapper en acteur.

## Biografie
Op zijn zesde begon hij met rappen onder de naam Kid Gangsta. In 1993 werd hij opgemerkt door Snoop Dogg tijdens een optreden. Hij gaf hem de artiestennaam Lil' Bow Wow. 
In 1998 werd hij voorgesteld aan producent Jermaine Dupri, met wie hij zijn latere albums zou opnemen. In 2000 bracht hij zijn eerste album uit, Beware of Dog, dat in de VS met tweemaal platina werd onderscheiden. Bij het uitbrengen van zijn tweede album, Doggy Bag, veranderde hij zijn artiestennaam in Bow Wow. Zonder de hulp van Dupri bracht hij zijn derde album, Unleashed, uit. Dit verkocht minder goed dan zijn eerste twee albums.
In 2002 maakte Bow Wow zijn debuut in filmwereld met een rol in de film Like Mike. Na Like Mike speelde hij in onder meer The Fast and the Furious: Tokyo Drift. Bow Wow heeft zijn eigen kledinglijn, genaamd Shago. In 2005 bracht hij zijn vierde album uit, Wanted, waarop hij opnieuw samenwerkte met Dupri. Twee nummers van het album bereikten een nummer 1-positie in de Amerikaanse R&B-hitlijst, namelijk 'Hold You' (met Omarion) en 'Like You' (met Ciara). Zijn vijfde album, The Price of Fame, kwam op 19 december 2006 uit. In 2007 bracht hij zijn zesde album uit, getiteld Face Off. Twee jaar later kwam zijn album New Jack City II uit.
In juni 2009 tekende Bow Wow een platencontract bij Birdman (Baby) en Lil Waynes platenmaatschappij Cash Money Records, waar hij samen met artiesten als Drake, Lil Wayne en Nicki Minaj etc. werkt. In 2012 bracht Bow Wow zijn album Underrated uit. Op dit album werkte hij met veel artiesten samen o.a. Justin Bieber, Chris Brown en Birdman.
In augustus 2016 maakte Moss bekend te stoppen met rappen en zich meer te willen richten op acteren en produceren.

## Filmcarrière
Bow Wow begon met een aantal gastrollen, maar zijn echte debuut was in Like Mike. Ook heeft hij in films als Roll Bounce, The Fast and the Furious: Tokyo Drift, Hurricane Season en de comedy Lottery Ticket gespeeld. Ook was hij te zien in Entourage en CSI: Cyber.
- Biblioteca Nacional de España: XX1644224
- Bibliothèque nationale de France: cb151207936 (data)
- Gemeinsame Normdatei: 135195896
- International Standard Name Identifier: 0000 0000 7824 3003
- Library of Congress Control Number: no2001029837
- MusicBrainz: 6fd44ae7-097d-4979-94ba-5dfc40d9f7ad
- Nationale Bibliotheek van Tsjechië: xx0067953
- Nederlandse Thesaurus van Auteursnamen: 252324080
- Virtual International Authority File: 5228069
- WorldCat: E39PBJcrhvFF6gKWHbKyVjVQv3